# Jasna Šamić
 (novembre 2023).
La mise en forme du texte ne suit pas les recommandations de Wikipédia : il faut le « wikifier ».
Les points d'amélioration suivants sont les cas les plus fréquents. Le détail des points à revoir est peut-être précisé sur la page de discussion.
- Les titres sont pré-formatés par le logiciel. Ils ne sont ni en capitales, ni en gras.
- Le texte ne doit pas être écrit en capitales (les noms de famille non plus), ni en gras, ni en italique, ni en « petit »…
- Le gras n'est utilisé que pour surligner le titre de l'article dans l'introduction, une seule fois.
- L'italique est rarement utilisé : mots en langue étrangère, titres d'œuvres, noms de bateaux, etc.
- Les citations ne sont pas en italique mais en corps de texte normal. Elles sont entourées par des guillemets français : « et ».
- Les listes à puces sont à éviter, des paragraphes rédigés étant largement préférés. Les tableaux sont à réserver à la présentation de données structurées (résultats, etc.).
- Les appels de note de bas de page (petits chiffres en exposant, introduits par l'outil «  Source ») sont à placer entre la fin de phrase et le point final[comme ça].
- Les liens internes (vers d'autres articles de Wikipédia) sont à choisir avec parcimonie. Créez des liens vers des articles approfondissant le sujet. Les termes génériques sans rapport avec le sujet sont à éviter, ainsi que les répétitions de liens vers un même terme.
- Les liens externes sont à placer uniquement dans une section « Liens externes », à la fin de l'article. Ces liens sont à choisir avec parcimonie suivant les règles définies. Si un lien sert de source à l'article, son insertion dans le texte est à faire par les notes de bas de page.
- La présentation des références doit suivre les conventions bibliographiques. Il est recommandé d'utiliser les modèles {{Ouvrage}}, {{Chapitre}}, {{Article}}, {{Lien web}} et/ou {{Bibliographie}}. Le mode d'édition visuel peut mettre en forme automatiquement les références.
- Insérer une infobox (cadre d'informations à droite) n'est pas obligatoire pour parachever la mise en page.

Pour une aide détaillée, merci de consulter Aide:Wikification.
Si vous pensez que ces points ont été résolus, vous pouvez retirer ce bandeau et améliorer la mise en forme d'un autre article.
Jasna Šamić (née le 1er avril 1949) est une écrivaine bosnienne et française, auteur de livres (poésie, romans, nouvelles, essais, travaux de recherche, pièces de théâtre) écrits en français et en bosnien. 

## Biographie
Jasna Šamić est née le 1er avril 1949 à Sarajevo, en Yougoslavie (devenue aujourd'hui la Bosnie-Herzégovine). Elle est diplômée de l'Université de Sarajevo, où elle a étudié les langues et littératures orientales, le turc, l'arabe et le persan. Toujours à l'Université de Sarajevo, elle a réalisé une thèse de troisième cycle en linguistique générale et en turcologie. Elle a obtenu son diplôme de doctorat à la Faculté de philosophie de Sarajevo en 1977. À l'Université de Sorbonne-Nouvelle - Paris, elle a réalisé une thèse d'État en 1984, sur le Soufisme et l'Histoire. 

## Œuvres
En français
- 1986 : Dîvan de Ķaimî: Vie et œuvre d'un poète bosniaque du XVIIe siècle, Synthèse no 24 (Paris: Institut Français d’Études Anatoliennes, Editions Recherche sur les Civilisations), p. 280[1].
- 1996 : Le pavillon bosniaque: roman, éditions Dorval[2],[3]
- 1996 : Bosnie Pont des Deux Mondes [4]
- 1996 : Histoire inachevée (nouvelles), éd. de l'Oeil sauvage, Bayonne.
- 2006 : L'Amoureux des oiseaux (poésie et nouvelles), Bf édition, Strasbourg.
- 2012 : Portrait de Balthazar, roman, MEO, Bruxelles ; Prix Gauchez-Philippot[réf. nécessaire].
- 2013 : L'Empire des ombres, roman, Mon petit éditeur, Paris.
- 2015 : Le givre et la cendre, roman, MEO, Bruxelles.
- 2016 : Trois histoires un destin, pièces de théâtre, L'Harmattan.
- 2017 : Dans le lit d'un rêve, poésie, MEO, Bruxelles.
- 2019 : Les contrées des âmes errantes, roman, MEO, Bruxelles.
- 2020 : Chambre avec vue sur l'océan, roman, MEO, Bruxelles.
- 2022 : Ailleurs est le ciel, poésie, L'Harmattan, Paris.

En recueils collectifs
- 1994 : Éclatement yougoslave, essais, éd. de l’Aube, La Tour d’Aigues.
- 1994 : Voyage balkanique, textes littéraires, Stock, Paris.
- 1996 : Les extrémismes de l’Atlantique à l’Oural, essais, éd. de l’Aube, La Tour d’Aigues.
- 1998 : La Méditerranée des femmes, nouvelles, L'Harmattan, Paris.
- 2010 : L’image de la période ottomane dans les littératures balkaniques, recherche, INALCO, Cahier balkanique, Paris.

En Bosnien :
- 1973 : "Isjećeni trenuci (poésie)", Svjetlost, Sarajevo.
- 1980 : "U hladu druge kože (poésie)", V. Masleša, Sarajevo
- 1986 : "Iz bilježaka Babur Šaha (poésie)", Svjetlost, Sarajevo.
- 1990:  "Junus Emre", sur un poète soufi turc; Glas, Banja Luka.
- 1994 : "Pariški ratni dnevnik", (essai), ENES, Istanbul.
- 1995 : "Sjećanje na život", (théatre), Vodnikova domačija, Ljubljana.
- 1995 :  "Grad ljubav smrt", (theater), Vodnikova domačija, Ljubljana.
- 1997 :  "Mraz i pepeo", (roman), Bosanska knjiga, Sarajevo.
- Jasna Šamić, "Valcer", (nouvelles), Media press, Sarajevo, 1998 ;
- 1998 :  "Antologija savremene francuske knjizevnosti (Anthologie de la littérature française contemporaine; traduction et préface de l'auteur )", Zid, Sarajevo.
- 2000 : "Bosanski paviljon", (roman), Svjetlost, Sarajevo.
- 2001 : "Soba s pogledom na okean", (roman), Tesanj.
- 2001 : "Pariz Sarajevo 1900", (monographie), Meddia press, Sarajevo.
- 2002 : "Portret Balthazara Castiglionea", (novel), Rabic, Sarajevo.
- 2006 : "Drame (théatre)", Bosanska rijec.
- 2007 : "Carstvo sjenki" (roman), Zoro, Sarajevo-Zagreb.
- 2008 :"Na Seni barka", (nouvelles), Bosanska rijec/
- 2011 : "Mistika i mistika", (essai philosophique), Plima, Cetinje.
- 2013 :  "Mozart" (roman), Sahinpasic, Sarajevo.
- 2014 :  "Mistika i mistika"(essai), Buybook, Sarajevo.
- 2015 : "Na postelji od sna" (poésie), Dobra knjiga, Sarajevo.
- 2017 : "Predjeli lutajućih duša" (roman), Planjax.
- 2018 :  "Carstvo sjenki", (récit) Factum, Beograd.
- 2018 : "Svjetlo mraka" (poésie) Dobra knjiga, Sarajevo.
- 2018 :  "Deveti val", (roman) Cetinje: OKF; Beograd: Factum izdavaštvo; Sarajevo: Buybook.
- 2018 :  "Medo prekinuo seosku idilu", (jeunesse)  Rabic, Sarajevo.
- 2020 :  "Noć je opet na pragu postelje ti", (poésie) Planjax.
- 2021 :  "Razbijeni kaleIdoskop", (roman), Rabic, Sarajevo.
- 2022 : "Nesretan slučaj", (roman), Factum, Belgrade.
- 2022 :  "Atelje na broju 19", (roman), Art Rabic, Sarajevo.
- 2022 : "Sarajevo moje mladosti" (souvenirs),ShuraPublications, Opatija.
- 2023 :  "Duhovi XV arondismana" (roman), Art Rabic,Sarajevo.
- 2024 :  "Plamen u pijesku" (esej), Shurapublications, Opatija.
- 2024 : "U Ogledalu-Uspomena, Gradovi i Lica (mémoire), Most Art i Factum, Beograd.

Filmographie
- Les Nakshibendis de Visoko, documentaire, 1986.
- Où sont les Bektâchî de Bosnie?, Documentaire, 1986.
- Une ville l'amour la mort, documentaire - production «Festival de toutes les cultures», Paris, 1995.
- 1900 Sarajevo Paris, documentaire, production TV Bosnie-Herzégovine, 2000.
- L'Artiste et son gâteau, court métrage, 2004.
- Bonjour mon amour, j'ai seize ans, court métrage, 2005.
- Promenade, courte; 2007.
- Quo vadis 68 Paris Sarajevo, documentaire mai 68, 60 ', coproduction FTV et Festival «Sarajevska zima»
- Coucher auprès du ciel - un souvenir mis en images, documentaire, IPI, Parimages, ASJA, Paris 2010
- Un certain nombre de documentaires pour la télévision bosniaque, TVSA 2013-2015

Direction théâtrale
- Iz biljezaka Babur Saha; Pozoriste mladih, Sarajevo, 1987 (publié dans Iz Biljezaka Babur Saha, Svjetlost, 1986).
- Souvenir d'une vie (Mémoire d'une vie), Proscenium Theatre, Paris, 1996 (publié dans DRAMA, Bosanska Rijec, Wuppertal-Tuzla 2007).
- Meeting (Susret), SARTR, Sarajevo, 1998 (publié dans Drama, Bosanska Rijec, Wuppertal-Tuzla 2007).
- Double Exile (Dvostruki exil), Sarajevo, 1999.
- Call (Telefonski poziv) (d'après la nouvelle de Jasna Samic, publiée dans Valcer, Media press, Sarajevo), Kamerni teatar 55, Sarajevo 1999.
- Avant que n'apparaisse le Messager de la Mort, Le festival "Bascarsijske noci 2007, Muzej Knjizevnosti - Mak, Sarajevo, 2000 (publié dans l'Amoureux des oiseaux, bilingue, Bf éditions, Strasbourg, 2007).
- Miniatures, Bosnjacki Institute, Sarajevo, 2008.
- D'un Soleil à l'autre (D'un soleil à l'autre), Maison du Patrimoine, L'Haÿ - les-Roses, 2009; et Théâtre "L'aire Falguière", Paris, 2009.
- Anniversaire, texte et direction par Jasna Samic, Bar de l'Industrie, Montreil, Paris, 2011;
- Portrait de Balthazar, texte et mise en scène par Jasna Samic, Maison des associations, Paris, 2012;
- Les souvenirs plus lourds que le roc, texte et mise en scène de Jasna Samic, Théâtre de Syldavie, Maisons d'Europe et d'Orient, Paris, 2014.

## Distinctions
- Lauréate du programme Missions Stendhal pour 2008
- Prix Gauchez-Philippot 2014 (Portrait de Balthazar, roman
- Prix du public du Salon du livre des Balkans, Paris, 2018
- Naji Naaman’s Litterary Prise (pour l’œuvre complète) 2018
- Prix littéraires annuels de la Fondation des Éditeurs de Bosnie (entre 2014 et 2021)
- Prix Zlatna jabuka (Pomme dorée pour les contes)
- Prix chinois Zheng Nian Cup, 2023